# Eria halconensis
Eria halconensis är en orkidéart som beskrevs av Oakes Ames. Eria halconensis ingår i släktet Eria och familjen orkidéer. Inga underarter finns listade i Catalogue of Life.